# 22, el loco
22, el loco es una serie de televisión de drama policial emitida por Canal Trece del 17 de julio al 28 de diciembre de 2001.
Protagonizada por Adrián Suar, Leticia Brédice y Nancy Duplaá. Coprotagonizada por Horacio Fontova, Daniel Aráoz, Gabo Correa, Claudia Fontán, Jazmín Stuart y Mónica Guido. Antagonizada por Rafael Ferro, Luis Ziembrowski, Miguel Dedovich y Coco Sily. También, contó con las actuaciones especiales de Mariano Martínez, Julieta Ortega y los primeros actores María Rosa Gallo, Oscar Ferreiro y Thelma Biral. Y las participaciones de Damián De Santo como actor invitado y Claribel Medina como protagonista invitada.

## Argumento
Fue una historia fundamentalmente de mandatos familiares, de abandonos, una historia de amor, una de odios, una de pasión y una de tiros. Federico Falcone (Adrián Suar) es el vértice de un triángulo amoroso que completan, Laura (Nancy Duplaá) integrante de la brigada e hija de Pedro, amigo íntimo de Mario (Oscar Ferreiro) (el padre de Fede) a la que Fede conoce desde chica, y Ana (Leticia Brédice) abogada de minoridad de perfil progresista que se desempeña en un hogar de chicos carenciados. Ana conoce a Fede y ambos quedan seducidos en ese encuentro mágico, pero pronto la abogada descubrirá que Fede no solo es policía sino además el hijo del hombre que fue responsable del encarcelamiento de su padre. Fede será su enemigo, y será una relación de amor y odio, relación que se pondrá en juego también a Roberta, hija del 22, y la lucha que llevará adelante Fede por su tenencia.

## Elenco

### Protagonistas
- Adrián Suar como Federico Falcone: Es el 22, apodado así por sus compañeros y familiares debido a su temperamento y manera de actuar en los operativos policiales. Tuvo varios conflictos con las drogas y una vez recuperado solo quiere estar con su hija Roberta a quien su exmujer no deja ver. Conoce a Ana en una fiesta y se enamora perdidamente de ella al mismo tiempo que se reencuentra con Laura en la Brigada y se debate así entre dos mujeres a lo largo de los capítulos.
- Leticia Brédice como Ana Pandolfi: Es una abogada que desea antes que nada poder sacar a su padre de la cárcel ya que considera que está allí desde hace años injustamente. Conoce al 22 y se enamora perdidamente de él pero surge un problema al enterarse de que su padre es el responsable directo de que el suyo esté preso hace años.
- Nancy Duplaá como Laura Copioli: Es una policía de la Brigada, apodada la 15 por sus compañeros conoce a Federico desde que eran chicos y siempre estuvo enamorada de él. Sufre mucho ya que el 22 siempre recurre a Ana en lugar de ella y así se enoja mucho con el pero luego vuelve a caer ya que los sentimientos por el son más fuertes que cualquier conflicto entre ellos.

### Elenco Protagónico
- María Rosa Gallo como Luisa: Es la abuela del 22 y madre de Alicia. Cuida a su nieto luego de que este se recuperara de las adicciones y viven en la misma casa. No quiere a Mario ya que lo culpa por los problemas que tuvo su hija y por su internación pero finalmente lo perdona y deja que estén juntos otra vez.
- Damián De Santo como Fabián Martini: Es oficial y psicólogo de la Brigada Falcone. Está enamorado de Laura desde que la conoció y siente mucho odio por el 22 no solo por celos sino porque cree que es el asesino de su hermano cuando el 22 estaba en conflictos con las drogas. Finalmente descubre que Federico es inocente y retira la denuncia contra él, aun así su relación no es buena ya que Laura sigue enamorada de Federico. Al final decide renunciar a Laura y empieza un noviazgo con Lucy.
- Mariano Martínez como Alejandro Pereira: Es un oficial de la Brigada, muy conflictivo ya que padece una fuerte adicción a las drogas. Su madre fue asesinada cuando él era muy chico y su hermano aún más chico debió ser adoptado por su tía quedándose así completamente solo y triste. Se enamora de Vicky, la hermana del 22 a la vez que siente una fuerte atracción por Natalia, su compañera en la Brigada pero finalmente muere asesinado en un operativo por asistir sin chaleco y haber consumido drogas previamente en el bar de Lucy.
- Julieta Ortega como Natalia: Es una oficial de la Brigada puesta como infiltrada por el jefe de Mario para pasar información y así perjudicarlo. Se enamora de Alejandro pero se enfrenta con Vicky ya que el prefiere a la hermana del 22. Decide traicionar a su jefe y quedarse en la Brigada bajo las órdenes de Mario. Finalmente decide volver a su pueblo debido a la tristeza por la muerte de Alejandro.
- Horacio Fontova como Pedro Copioli: Es el padre de Laura y el mejor amigo y mano derecha de Mario en la Brigada. Inicialmente era un policía retirado y debido a su adicción al juego tiene varios conflictos con deudas. Cuida a su hija y tiene varios enfrentamientos con el 22 ya que sabe que Federico no está enamorado de ella.
- Oscar Ferreiro como Mario Falcone: Es el padre del 22 y comisario de la Brigada. Mantiene una relación muy conflictiva con su hijo debido a que lo dejó solo durante su adicción, también lo culpa por la enfermedad de su madre de la cual Mario sigue enamorado aunque sabe que Alicia está enamorada de Alfredo, el padre de Ana. Por eso sufre hasta que finalmente Alicia decide perdonarlo y empiezan de nuevo la relación.
- Claribel Medina como Lucía “Lucy”: Es la mejor amiga del 22. Decide dejar la prostitución y abre un bar junto con sus dos amigas, también ex prostitutas. Está enamorada de Fabián y terminan juntos luego de que este se decidiera por ella en lugar de Laura.

### Elenco Principal
- Rafael Ferro como Darío Jáuregui: Es el novio de Ana. Ella decide dejarlo pero él se obsesiona y la persigue de una manera peligrosa. Es el responsable de muchas muertes, entre ellas la de Alfredo, el padre de Ana, ya que él lo mandó a matar y así culparlo a Mario por dicha muerte. Finalmente es asesinado por el 22 luego de que intentara asesinar a Ana.
- Luis Ziembrowski como Coqui: Es la mano derecha de Darío en los negocios sucios y cómplice en los crímenes de Ignacio, Stella Maris, Alfredo y tantos otros que finalmente se descubren, se suicida al sentirse triste y acorralado.
- Daniel Aráoz como Diente: Es un policía de la Brigada. Un cordobés que admira profundamente al 22 y está enamorado de la cantante Stella Maris quien murió en un accidente automovilístico. Desde allí decide buscar al responsable y descubre que fueron Coqui y Darío.
- Gabo Correa como Lorenzo: Es cura y amigo de Ana y Federico, sabe que ambos se aman y siempre ayuda a ambos con sus problemas y sabe los secretos de todos ya que se confiesan con él.
- Claudia Fontán como Karina: Es amiga y socia de Lucy en el Bar y al igual que ella eligió dejar la prostitución pero aun así le cuesta mucho dejar de provocar a los hombres. Finalmente se enamora de Sergio.
- Jazmín Stuart como Victoria "Vicky" Falcone: Es la hermana del 22, vuelve de París donde se estaba por casar y conoce a Alejandro. Ambos se enamoran pero se enfrentan a Federico y Mario quienes se niegan a que estén juntos debido a los problemas de Alejandro con las drogas. Finalmente decide volver a París tras la muerte de Alejandro.
- Mónica Guido como Zulma: es amiga y socia de Lucy junto con Karina, es la más fuerte de las tres y tiene un pequeño acercamiento con Pedro pero finalmente muere asesinada por Coqui cuando descubren que el es el asesino de varias Prostitutas.
- Thelma Biral como Alicia: Es la madre del 22, Mario la internó hace años ya que descubrió que lo engañaba con su entonces mejor amigo Alfredo, el padre de Ana. Finalmente vuelve a su casa, perdona a Mario y vuelven a estar juntos.

### Elenco Recurrente
- Miguel Dedovich como Jefe.
- Ana Celentano como Marta.
- Camila Fiardi Mazza como Roberta Falcone.
- Carlos Weber como Ignacio Jáuregui.
- Marcelo de Bellis como Sergio Baccifava.
- David Masajnik como Pascual.
- Florencia Aragón como Betty.
- Leonardo Vilches como Rolo.
- Martin Adjemian como Alfredo Pandolfi.
- Marina Vollmann como Mara.

### Participaciones
- Mirta Huertas como Stella Maris.
- Sebastián Pajoni
- Mariano Argento como Germán Ocampo.
- Emilia "Picky" Paino como Sol.
- Carlos Kaspar como Gordo.
- Santiago del Moro como Juan.
- Mario Moscoso como Fiscal.
- Adrián Navarro
- Ezequiel Díaz
- Juan West como Gastón Pereira.
- Julián Weich como Marcos.
- Jorge Suárez como Pepe.
- Marcelo Trepat como Santiago.
- Ezequiel Cipols
- Pablo Razuk como Tato.
- Coco Sily como Ulises Torres.
- Martín Orecchio como Gustavo Ortiz.
- Rocco de Grazia como Chavo.
- Luciano Leyrado como Packy
- Carlos Girini como Morano.
- Leandro López como Sebastián.
- Paola Papini como Paula.
- Gerardo Chendo como Ladrón.
- Fausto Collado como Gutiérrez.
- Daniel Chocarro como Nucheli.
- Claudio Messina como Landino Lucangeli.
- Diana Santini como Marcia.
- Nicolás Repetto como Facundo Greco.
- Marcela Coronel como Doctora.
- Jorge Noya como Cosme.
- Alejandro Magnone como Quique Aguilar.
- Héctor Anglada como Jorge.
- Florencia Bibas como Ana Laura Giménez.
- José Andrada.

## Relación con otras tiras de Pol-Ka
- 099 Central

Laura decide irse de la Brigada para olvidarse de Federico. Ayudada por un compañero, Popeye (Juan Darthés), se enlista en la Brigada 099 Central junto a su amigo Diente (Daniel Aráoz), la cual comanda el comisario Rubén Castro (Raúl Taibo) y el jefe de operaciones es Tomás Ledesma (Facundo Arana) con quien vivirá un romance similar al que tuvo con Federico. En un episodio crossover, Federico se reencuentra con Laura en un operativo y luego Tomás tiene un enfrentamiento con él. Finalmente Laura descubre que Federico vive con Ana en el departamento de ella.